# Sylvietta virens
Sylvietta virens là một loài chim trong họ Macrosphenidae.